# V636 Centauri
V636 Centauri é uma estrela variável na constelação de Centaurus. Uma binária eclipsante do tipo Algol, sua magnitude aparente permanece constante em 8,7 na maior parte do tempo, diminuindo para 9,2 durante o eclipse do componente primário e 8,8 durante o eclipse do componente secundário. A partir de medições de paralaxe pelo satélite Gaia, está localizada a uma distância de 234 anos-luz (71,8 parsecs) da Terra, aproximadamente o mesmo valor obtido a partir de sua luminosidade.
Os dois componentes do sistema são estrelas da sequência principal semelhantes ao Sol, com tipos espectrais de G1V e K2V. Observações fotométricas e espectroscópicas do sistema permitiram a determinação dos parâmetros das estrelas com precisão. A estrela primária tem uma massa de 105% da massa solar, raio de 102% do valor solar e uma temperatura efetiva de cerca de 5 900 K. A secundária é menor e mais fria, com 85% da massa solar, 83% do raio solar e temperatura de 5 000 K, e apresenta um alto nível de atividade cromosférica e manchas estelares. O sistema possui uma metalicidade próxima de 60% da solar e suas propriedades são mais bem reproduzidas com uma idade comum de 1,35 bilhões de anos.
A órbita das estrelas tem uma excentricidade moderada de 0,135 ± 0,001 e um período curto de 4,2839423 dias. A observação de eclipses é permitida por sua inclinação de 89,65 ± 0,10° em relação ao plano do céu. A órbita apresenta precessão apsidal com um período de 5270 ± 335 anos.